# Hugh de Courtenay (1303-1377)
Hugh II van Devon van Courtenay (12 juli 1303 - Exeter, 2 mei 1377) was graaf van Devon en diende in zijn leven vele jaren in Frankrijk tijdens de Honderdjarige Oorlog.

## Biografie
Hugh de Courtenay werd geboren als de tweede zoon van Hugh I van Devon en Agnes de Saint-John. Hij was wel de eerste zoon die de volwassenheid bereikte. In 1327 werd Hugh benoemd tot baanderheer. Zes jaar later stond hij aan de zijde van zijn vader tijdens de Slag van Hallidon Hill. In 1339 was hij betrokken bij het terugslaan van een Franse invasie in Cornwall. Kort daarna stierf zijn vader Hugh I en volgde Hugh hem op.
In 1342 maakte Hugh de Courtenay deel uit van de campagne van Eduard III naar Bretagne. Vier jaar later keerde hij voor een korte periode terug naar Engeland. Tijdens de Slag bij Poitiers stond hij aan de zijde van de Zwarte Prins. Hierbij vervulde hij een defensieve rol. Rond 1370 nam Hugh pensioen en trok zich terug op zijn landgoederen in Devon, waar hij meestal resideerde vanuit Tiverton Castle. Tijdens deze periode werden onder zijn naam vele kerken in Devon gebouwd. In 1377 overleed hij te Exeter. Zijn graf is te vinden in de Kathedraal van Exeter.

## Huwelijk en kinderen
Op 11 augustus 1325 trouwde Hugh de Courtenay met Margaretha de Bohun, zij was een dochter van Humpfrey de Bohun. Samen kregen ze dertien kinderen:
- Hugh (1327-1349), stierf voor zijn vader en was getrouwd met Elisabeth de Vere
- Thomas (1329-?), kanunnik in Exeter
- Edward (1331-?), getrouwd met Emeline Dawney en vader van Edward I van Devon
- Robert
- William (1342-1396), aartsbisschop van Canterbury
- Philip (1355-1406), getrouwd met Anna Wake
- Peter (1347-1405), getrouwd met Margaretha Clyvedon
- Humphrey
- Margaretha, getrouwd met John de Cobham
- Elisabeth, getrouwd met John de Vere en Andrew Luttrel
- Catharina, getrouwd met Thomas Engaine
- Anna
- Joan, getrouwd met John Cheverston